# Конрад III (герцог Каринтии)
Конрад III (нем. Konrad III; ум. 1061) — герцог Каринтии (1056—1061) и маркграф Вероны (1057—1061) из династии Эццоненов.
Конрад III был сыном Эццелина II, графа Цульпихгау, и, вероятно, дочери Конрада I Каринтийского. Он происходил из одного из наиболее влиятельных немецких родов среднего течения Рейна и Лотарингии. Получив в 1056 году титул герцога Каринтии, Конрад III, однако, не смог заручиться поддержкой каринтийской аристократии. Местная знать, очень усилившаяся во время чехарды герцогов середины XI века, отказалась признать власть Конрада III. Особенно резкую оппозицию герцог получил в Карантанской марке (Штирия), где представители родов Эппенштейн, Траунгау и Спанхейм сами претендовали на верховную власть в государстве.